# Tinya circinada
La tinya circinada o tinya del cos és una infecció per fongs superficials (dermatofitosi) dels braços, cames i tronc; no es denomina així quan afecta el cuir cabellut, la zona pilosa de la cara, les mans, els peus o l'engonal. És similar a altres formes de dermatofitosi.

## Signes i símptomes
Pot tenir diverses formes; les més fàcilment identificables són els anells vermells voltant una zona central més clara. Altres formes de tinya poden aparèixer al cuir cabellut (tinya del cap), a la zona de la barba (tinya de la barba) o a l'engonal (tinya crural).
Altres característiques clàssiques de tinya circinada inclouen:
- Es produeix picor a la zona afectada.
- La vora de l'erupció apareix elevada i és palpa.
- De vegades, la pell que envolta l'erupció pot ser seca i escatosa.
- Gairebé invariablement, hi haurà pèrdua del pèl a les zones de la infecció.

## Causes
La tinya circinada és causada per un petit fong conegut com a dermatòfit. Aquests petits organismes viuen normalment a la superfície de la pell i, quan l'oportunitat és adequada, poden induir l'afectació.

## Diagnòstic
El raspament superficial de la pell examinat sota un microscopi pot revelar la presència d'un fong. Per fer-ho, s'utilitza un mètode de diagnòstic anomenat Test KOH, en el qual el raspament de la pell es col·loca en un portaobjectes i es submergeix en una gota de solució d'hidròxid de potassi per dissoldre la queratina de la pell, permetent veure fàcilment els fongs.

## Tractament
La majoria dels casos es tracten mitjançant l'aplicació de cremes antifúngiques tòpiques a la pell, però en casos extensos o difícils de tractar pot ser necessari un tractament sistèmic amb medicació oral.